# Błogosławieństwo opata i ksieni
Błogosławieństwo opata (ksieni), Benedykcja opata (ksieni) – ceremonia liturgiczna, w której biskup wyprasza łaski potrzebne przyszłemu przełożonemu (przełożonej) klasztoru w nowych obowiązkach.
Błogosławieństwo to sprawowane jest w niedzielę lub inny dzień świąteczny przez biskupa diecezjalnego, w obecności wspólnoty danego klasztoru, podczas uroczystej Mszy świętej.
Obrzęd zaczyna się po Ewangelii, przedstawieniem kandydata lub kandydatki; następnie biskup wygłasza przemówienie (homilię), w którym poucza błogosławionego o jego nowych obowiązkach, a także odbiera od kandydata jego przyrzeczenie.
Po odśpiewaniu Litanii do Wszystkich Świętych i odczytaniu przez biskupa uroczystej modlitwie, nowej ksieni zostają wręczone insygnia: reguła zakonna i pierścień, zaś opat otrzymuje ponadto mitrę simplex oraz pastorał.
Po Komunii zostaje odśpiewany hymn Ciebie Boga wysławiamy (Te Deum).
Zobacz też: opat, sakramentalia, błogosławieństwo.